# (1447) Utra
(1447) Utra es un asteroide que forma parte del cinturón de asteroides y fue descubierto por Yrjö Väisälä el 26 de enero de 1938 desde el observatorio de Iso-Heikkilä, Finlandia.

## Designación y nombre
Utra fue designado inicialmente como 1938 BB.
Más adelante se nombró por Utra, una ciudad finesa, patria chica del descubridor.

## Características orbitales
Utra está situado a una distancia media del Sol de 2,536 ua, pudiendo alejarse hasta 2,642 ua. Su excentricidad es 0,04192 y la inclinación orbital 4,785°. Emplea en completar una órbita alrededor del Sol 1475 días.